# Женипапу-ди-Минас
Женипапу-ди-Минас (порт. Jenipapo de Minas) — муниципалитет в Бразилии, входит в штат Минас-Жерайс. Составная часть мезорегиона Жекитиньонья. Входит в экономико-статистический микрорегион Капелинья. Население составляет 6154 человека на 2006 год. Занимает площадь 284,861 км². Плотность населения — 21,6 чел./км².

## История
Город основан 22 декабря 1995 года.

## Статистика
- Валовой внутренний продукт на 2003 год составляет 11 727 177,00 реалов (данные: Бразильский институт географии и статистики).
- Валовой внутренний продукт на душу населения на 2003 год составляет 1859,10 реалов (данные: Бразильский институт географии и статистики).
- Индекс развития человеческого потенциала на 2000 год составляет 0,618 (данные: Программа развития ООН).

## География
Климат местности: тропический.